# 강레오
강레오(1976년 6월 8일 ~ )는 대한민국의 요리사이자, 방송인이다.

## 생애
경기도 양주군(현 경기도 남양주시)에서 부농의 아들로 태어난 그는 19세까지 호텔 레스토랑에서 그릇닦이와 보조 요리사로 일하였고, 20세에 프랑스 출신의 요리사인 피에르 코프만을 사사하기 위하여, 그가 있던 영국의 런던으로 건너갔다. 몇 번을 거절당한 끝에 그의 직원으로 발탁되어, 피에르 코프만 소유의 식당인 라 탕트 클레르에서 근무하며, 요리를 배웠다. 커뮤니티 상에서 강레오가 주장한 고든램지의 수제자라는 경력이 거짓 경력 또는 부풀려진 경력이라는 의혹이 있다. 대한민국으로 돌아간 후에는 CJ E&M 소유의 방송국인 올'리브에서 방송하는 마스터셰프 코리아의 심사위원으로 임용되면서, 방송에도 출연하였다. 현재는 대한민국의 요리사이자, 무형문화재인 궁중요리의 기능 보유자인 한복려를 사사하고 있으며, 동시에 대한합기도회의 자문위원으로도 활동하고 있다. 2012년 6월 27일에 대한민국의 가수인 박선주와 결혼하였다.

## 방송
- 2012년 ~ 2014년 올'리브 《마스터셰프 코리아》
- 2017년 MBC 《복면가왕 - 제주도 날라리 돌하르방 (참가자)》
- 2023년 TV 조선 《식객 허영만의 백반기행》- 게스트 220회

## 가족 관계
- 배우자 : 박선주 (1971년 2월 24일 ~ )
  - 딸 : 강솔에이미 (2012년 12월 21일 ~ )